# Seminário de Caparide
O Seminário de São José, ou Seminário de Caparide, situa-se na Ribeira de Caparide, concelho de Cascais, diocese de Lisboa e é o local onde os seminaristas iniciam a sua formação com o horizonte do sacerdócio diocesano.
Após um ou dois anos de formação Seminário de Caparide, correspondentes ao Tempo Propedêutico, os seminaristas passam para o Seminário dos Olivais, onde continuam a formação até à ordenação sacerdotal.
O Diretor do Seminário de Caparide é, desde a reestruturação dos Seminários diocesanos em razão das diretrizes da nova Ratio fundamentalis institutionis sacerdotalis de 2016, o Padre Rui Sérgio Gomes de Jesus. O Padre Filipe José Rocha dos Santos exerce as funções de diretor espiritual.
Do web-site do Seminário Patriarcal de São José de Caparide, a 16 de Abril de 2009:
«A Quinta da Ribeira
A Quinta da Ribeira de Caparide foi a propriedade rural escolhida pelo Marechal de Campo e Capitão de Mar e Guerra José Sanches de Brito para mandar construir um solar, na segunda metade do século XVIII. Em meados do século XIX, a viúva do dono da quinta casa, em segundas núpcias, com o filho do marquês de Soydos: D. Martinho da França Pereira Coutinho. A quinta passa a pertencer à família Pereira Coutinho.
Em 1984 o Patriarcado de Lisboa adquire a quinta  aos herdeiros de D. Martinho para nela fundar o Seminário. A quinta estava explorada e a casa habitada. A venda ao patriarcado foi uma vontade da protrietária D.ª Maria das Dores d'Orey Pereira Coutinho. 

O Seminário Menor
D. António Ribeiro, então Cardeal Patriarca, "atendendo a que, por graça de Deus, tem aumentado nos últimos anos, o número de rapazes que, no Patriarcado de Lisboa, pedem ingresso no Seminário Patriarcal e se espera que esse número continue a crescer", erige canonicamente o Seminário Patriarcal de São José de Caparide, por Decreto de 13 de Junho de 1984. Para formadores do novo Seminário, são nomeados o Padre Álvaro Bizarro, Vice-Reitor, e o Padre Armindo Garcia, Director Espiritual.
Durante o Verão desse ano, alguns operários e muitos voluntários fazem as limpezas e obras indispensáveis para a adaptação da casa e da quinta à sua nova função. Finalmente, a 14 de Outubro, treze rapazes estudantes do ensino secundário passam a ser os primeiros seminaristas do Seminário de Caparide.
Em Outubro de 1987, inicia-se a construção do novo edifício, cujos quartos começariam a ser ocupados em Dezembro do ano seguinte. A 18 de Março de 1991, D. António Ribeiro benze e abre ao culto o novo Oratório. Dois anos depois, as obras consideram-se acabadas, com a inauguração do claustro.
O ano de 1992 marca a vida do Seminário: a visita de D. Manuel de Almeida Trindade, Visitador Apostólico, e a ordenação do Padre Ildo Fortes, que tinha sido seminarista desta casa.
Fizeram parte da equipa formadora do Seminário, além dos já referidos, os Padres Mário Pais (Prefeito de 1986 a 1991), Paulo Gerardo (Prefeito de 1991 a 1996), José Miguel Pereira (Prefeito de 1996 a 1999), José Baptista da Silva (Director Espiritual de 1997 a 1998) e Nuno Isidro Cordeiro (Director Espiritual de 1998 a 1999).

Seminário Vocacional
"A entrega do Seminário de São Paulo de Almada à Diocese de Setúbal obriga a uma reestruturação dos Seminários da Diocese de Lisboa". Assim, em 15 de Agosto de 1999, o Patriarca de Lisboa, D. José Policarpo, publica um decreto em que determina: "Que o Seminário Vocacional (os dois primeiros anos do curso filosófico-teológico) se instale no Seminário de São José de Caparide" e a instalação do Seminário Pré-Universitário (que estava em Caparide) no Seminário de Nossa Senhora da Graça de Penafirme. No mesmo decreto é nomeada a equipa formadora do Seminário: o Padre Francisco Inocêncio, como Vice-Reitor, o Padre Ricardo Neves, como Prefeito, e, como Director Espiritual, o Cónego Joaquim Duarte, tendo os dois últimos já tido as mesmas missões no Seminário de Almada.
A 15 de Agosto de 2001, o Padre Nuno Isidro Cordeiro é nomeado director espiritual do Seminário, substituindo o Cónego Joaquim Duarte.
Como forma de melhor corresponder à sua missão de ser "um período de amadurecimento e discernimento vocacional", neste ano 2001/2002 o projecto educativo do Seminário passou a incluir um «Tempo Propedêutico» antes da formação académica na Universidade Católica Portuguesa.
No Verão de 2002, há uma remodelação da equipa formadora: o Padre Ricardo Neves passa a Vice-Reitor, substituindo o Pe. Francisco Inocêncio, e o então recém-ordenado Padre Nuno Coelho é nomeado Prefeito. Mantêm-se como Director Espiritual o Padre Nuno Isidro Cordeiro.» 
Atualmente, a Equipa formadora do Seminário constitui-se simplesmente do diretor (Padre Rui de Jesus) e do diretor espiritual (Padre Filipe Santos).